# 罗莱特 (北达科他州)
罗莱特（英語：Rolette），是美国北达科他州下属的一座城市。根据2010年美国人口普查，该市有人口594人。2011年估计该市有人口605人，相对于2010年，增长率为1.85%。